# Спалов
Спалов (чеш. Spálov) је насељено мјесто са административним статусом варошице (чеш. městys) у округу Нови Јичин, у Моравско-Шлеском крају, Чешка Република.

## Становништво
Према подацима о броју становника из 2014. године насеље је имало 891 становника.